# Semisulcospira davisi
Semisulcospira davisi — вид прісноводних черевоногих молюсків з родини Semisulcospiridae. Описаний у 2021 році зі зразків, що зібрані у 1886 році та зберігаються у малакологічній колекції Зоологічного музею Зенкенберга у Франкфурті-на-Майні.

## Назва
Вид названо на честь малаколога Джорджа Девіса, який суттєво сприяв систематиці японських представників роду Semisulcospira.

## Поширення
Ендемік озера Біва в Японії. Зразки зібрані у чотирьох місцевостях біля сіл Йошікава, Окішіма, Йокегама і Кітафунакі. Мешкає на піщаному та мулистому дні на глибинах 5–15 м.